# Parafia św. Marcina w Kępnie
Parafia św. Marcina w Kępnie – parafia rzymskokatolicka należąca do dekanatu Kępno diecezji kaliskiej.

## Historia
Parafia została utworzona w 1684.

## Grupy parafialne
Oaza, dzieci Maryi, Odnowa w Duchu Świętym, Wspólnota Krwi Chrystusa, Droga Neokatechumenalna, Krąg Biblijny, Służba Liturgiczna.